# Paul Ekman
Paul Ekman és un psicòleg social nord-americà nascut el 1934 pioner en l'estudi de l'emoció i el seu caràcter universal o cultural.
Paul Ekman va néixer en el si d'una família jueva. El seu pare era pediatre i la seva mare advocada, qui patia un trastorn bipolar que la va portar al suïcidi quan Paul era tot just un adolescent. La seva situació familiar el va portar a interessar-se anys després per la psicologia, les teories de Sigmund Freud i la psicoteràpia. No obstant això, les seves investigacions sobre les expressions facials i els moviments corporals quan encara era estudiant van ser el tema de la seva tesi.
L'any 1972, va postular que les emocions bàsiques tenen una expressió facial universal, que es manifesta de forma similar arreu del món. Aquestes emocions són l'alegria, la tristesa, el fàstic, la por, l'ira i la sorpresa.
A diferència de les creences d'antropòlegs culturals com Margaret Mead, Paul Ekman va sostenir que les expressions facials associades a les emocions esmentades anteriorment no són determinades culturalment sinó que són més aviat involuntàries, inconscients i universals i tenen, per tant, un origen biològic, tal com plantejava la hipòtesi de Charles Darwin.
La resta d'emocions, anomenades secundàries, poden dependre més de factors culturals tant en la seva manifestació com en els sentiments associats. Alguns exemples són la diversió, la vergonya, la culpa, el sentir-se orgullós, la satisfacció, l'alleujament o el menyspreu.

## Les 6 emocions bàsiques

### Alegria
L'alegria és un estat emocional agradable, al diferència de la major part de les emocions bàsiques descrites per Paul Ekman. Aquest terme engloba un ampli rang de sentiments, des la satisfacció fins l'eufòria.
La diferència bàsica entre el concepte d'alegria i el de la felicitat és la seva durada. Així, segons moltes definicions, la felicitat podria considerar-se com un estat d'alegria general i durador, o almenys un en el qual aquesta emoció predomina sobre les emocions negatives de forma clara durant un llarg període.
Els moviments facials fonamentals que acompanyen l'experiència emocional de l'alegria són l'aixecament de les galtes i l'aparició d'arrugues als cantons dels ulls, és a dir, els coneguts "peus de gall".

### Tristesa
Sentim tristesa quan experimentem una pèrdua; no necessàriament ha de ser la d'un ser estimat, sinó que també pot succeir amb un objecte o fins i tot amb una expectativa o alguna altra mena de creença personal. Això comporta amb freqüència la disminució de l'activitat motora, l'aïllament social i l'aparició del plor.
Des de la perspectiva evolucionista s'ha proposat que la funció adaptativa de la tristesa és la de permetre que ens recuperem emocionalment de les pèrdues i que generem noves estratègies i plans de vida; en aquest sentit la tristesa s'ha associat a la creativitat. No obstant això, quan la tristesa és molt intensa i prolongada, aquesta emoció pot evolucionar cap a un estat de depressió.
L'expressió facial característica de la tristesa es correspon, segons Ekman, amb el descens dels ulls superiors i dels extrems dels llavis. També s'observa una menor focalització de la mirada en el punt d'atenció.

### Fàstic
El fàstic és l'emoció que expressa el rebuig a estímuls determinats que resulten desagradables per algun dels sentits; per exemple, pot aparèixer en resposta a objectes que fan mala olor però també davant de persones que provoquen en l'individu una mena d'idea de patir algun tipus de contaminació, sigui aquesta conscient o no.
Segons Ekman, l'emoció de fàstic no es distingeix de la ira, sinó que fisiològicament es tractaria de la mateixa. Així, per exemple, arrufar el nas o aixecar el llavi superior són indicadors del que anomenem fàstic.

### Por
La por es pot definir com una emoció que apareix en un gran nombre d'espècies animals quan percebem una amenaça. Es distingeix de l'ansietat, un terme molt manejat per la psicologia, en el fet que la por s'associa a un perill imminent, sigui aquest real o potencial, mentre que l'ansietat té un caràcter anticipatori i sovint més abstracte.
Aquesta percepció d'amenaça desencadena un canvi en la conducta de l'organisme; en aquest sentit cal fer esment al concepte de la resposta de lluita-fugida, que es deu a l'alliberament de neurotransmissors que fan que el nivell d'activació del sistema nerviós s'intensifiqui, especialment l'adrenalina i la noradrenalina. La paralització és un altre patró comportamental associat a la por.
Quan sentim por augmenten les nostres freqüències cardíaca i respiratòria (la qual cosa porta a la hiperventilació), així com la tensió muscular i la intensitat de la sudoració. Pel que fa a l'expressió facial, la por s'associa amb l'elevació de les celles i de les parpelles superiors, amb la retracció dels llavis i amb la tensió de les parpelles inferiors.

### Ira
Com succeeix amb la por, l'enuig i la ira són emocions relacionades amb l'activació del sistema nerviós i l'alliberament d'adrenalina i noradrenalina; per tant, també s'identifiquen amb l'increment de la freqüència cardíaca i de la respiratòria, així com amb la reacció de lluita-fugida.
Segons els estudis d'Ekman, quan ens enfadem nostres celles s'acosten i baixen, mentre que els llavis s'estrenyen. A més apareix un "brillantor" a la mirada; és a això al que ens referim quan fem servir l'expressió "mirada assassina".

### Sorpresa
A diferència de la resta d'emocions bàsiques, la sorpresa no és considerada positiva ni negativa (és a dir, agradable o desagradable) sinó que pot incloure components fisiològics propis tant de l'alegria com de la por.
Seguint amb les propostes de Paul Ekman, l'expressió facial de la sorpresa consistiria en l'obertura de la boca i dels ulls juntament amb l'elevació de la musculatura associada a les celles.
Una investigació duta a terme per un equip de la Universitat de Glasgow (Jack, Garrod i Schyns, 2014) va posar en qüestió el model clàssic d'Ekman. Aquests autors, que també van estudiar les expressions facials associades a cada emoció, van concloure que la sorpresa no es distingeix de la por en el fonamental. Una cosa semblant passa amb la ira i el fàstic, tal com hem vist anteriorment.

## Expressions facials i mentides
Paul Ekman també va estudiar les "microexpresions" facials i va demostrar que es poden usar per detectar mentides. Tot i que aquests petits gestos "delators" duren menys d'un segon, es poden utilitzar per conèixer el veritable estat emocional d'una persona. Aquestes microexpressions, en ser automàtiques, no poden ser dissimulades o ocultes per més que es tracta.

En la dècada del 2000, les conclusions d'Ekman sobre les expressions facials i la ment es van incorporar als protocols de seguretat en els transports públics i han resultat útils per tal de dissenyar mesures de seguretat contra el terrorisme.